# بیر راکس (پنسیلوانیا)
بیر راکس (به انگلیسی: Bear Rocks) یک منطقهٔ مسکونی در ایالات متحده آمریکا است که در شهرستان فایت، پنسیلوانیا واقع شده‌است. بیر راکس ۶٫۸۶ کیلومتر مربع مساحت و ۱٬۰۴۸ نفر جمعیت دارد و ۵۶۲٫۹۷ متر بالاتر از سطح دریا واقع شده‌است.